# Dokumentenlenkung
Dokumentenlenkung (oder das Managen von Dokumenten) ist ein wichtiges Element von Managementsystemen. Es beschreibt üblicherweise alle im Lebenszyklus eines Dokuments auftretenden Punkte, wie z. B. das Erstellen, Prüfen, Freigeben, Verteilen, Publizieren, Zurückziehen, ungültig Stellen, Archivieren, Vernichten. Da relevante Information in jüngerer Zeit auch in anderen Formen als als „Dokument“ vorliegt, ist die Bezeichnung „Lenkung dokumentierter Information“ entstanden, die die gleichen Prinzipien anspricht.